# Beringomyia deprava
Beringomyia deprava is een tweevleugelige uit de familie steltmuggen (Limoniidae). De soort komt voor in het Palearctisch gebied.